# Puchar Armenii w piłce siatkowej mężczyzn (2019)
Puchar Armenii w piłce siatkowej mężczyzn 2019 – rozgrywki o siatkarski Puchar Armenii rozegrane w dniach 19-23 grudnia 2019 roku w Armawirze.
Do rozgrywek o Puchar Armenii zgłosiło się pięć zespołów. Rozegrały one między sobą po jednym spotkaniu. Losowanie poszczególnych meczów odbyło się 17 grudnia.
Puchar Armenii zdobył zespół FIMA. Najlepszymi zawodnikami turnieju wybrani zostali: Wahe Nazarjan (KhMOMM), Chaczatur Asmarjan (BKMA), Andranik Mosojan (BKMA), Aszot Balabekjan (FIMA) oraz Razmik Hakobjan.

## Drużyny uczestniczące
| Drużyna                                                         | Miasto |
| --------------------------------------------------------------- | ------ |
| BKMA (Centralny Sportowy Klub Armii)                            | Erywań |
| FIMA (Instytut Kultury Fizycznej Klubów Sportowych w Erywaniu)  | Erywań |
| Giumri                                                          | Giumri |
| KhMOMM (Olimpijska Szkoła Sportowa Dzieci i Młodzieży)          | Erywań |
| NUACA (Narodowy Uniwersytet Architektury i Budownictwa Armenii) | Erywań |

## Tabela
| Poz. | Drużyna | Mecze | Mecze | Mecze | Sety | Sety |
| Poz. | Drużyna | M     | W     | P     | wyg. | prz. |
| ---- | ------- | ----- | ----- | ----- | ---- | ---- |
| 1    | FIMA    | 4     | 4     | 0     | 12   | 1    |
| 2    | BKMA    | 4     | 3     | 1     | 9    | 6    |
| 3    | KhMOMM  | 4     | 2     | 2     | 7    | 8    |
| 4    | NUACA   | 4     | 1     | 3     | 7    | 10   |
| 5    | Giumri  | 4     | 0     | 4     | 2    | 12   |

## Wyniki spotkań
| Data       | Drużyna 1 | Wynik | Drużyna 2 |
| ---------- | --------- | ----- | --------- |
| 19.12.2019 | Giumri    | 0:3   | FIMA      |
| 19.12.2019 | NUACA     | 2:3   | BKMA      |
| 20.12.2019 | Giumri    | 0:3   | BKMA      |
| 20.12.2019 | KhMOMM    | 0:3   | FIMA      |
| 21.12.2019 | KhMOMM    | 1:3   | BKMA      |
| 21.12.2019 | Giumri    | 1:3   | NUACA     |
| 22.12.2019 | KhMOMM    | 3:1   | Giumri    |
| 22.12.2019 | FIMA      | 3:1   | NUACA     |
| 23.12.2019 | NUACA     | 1:3   | KhMOMM    |
| 23.12.2019 | FIMA      | 3:0   | BKMA      |

## Klasyfikacja końcowa
| Miejsce | Drużyna |
| ------- | ------- |
| 1       | FIMA    |
| 2       | BKMA    |
| 3       | KhMOMM  |
| 4       | NUACA   |
| 5       | Giumri  |